# カッサダム
カッサダム（かっさダム）は、新潟県南魚沼郡湯沢町、信濃川水系カッサ川（勝沢川）に建設されたダム。高さ90メートルのロックフィルダムで、電源開発（Jパワー）の大規模揚水式水力発電所、奥清津発電所ならびに奥清津第二発電所の上池を形成。下池・二居ダム（二居調整池）との間で水を往来させ、最大160万キロワットの電力を発生する。ダム湖（人造湖）の名は田代湖（たしろこ）という。

## 周辺
Okky（オッキー）こと奥清津発電所は二居ダムも含め比較的自由に見学できることが特色の一つであるが、これとは対照的にカッサダムは一般の立ち入りが制限されている。国道17号から分岐しカッサ川に沿って敷かれた道はカッサダムに至る手前に設けられたゲートによってふさがれており、近付くことはできない。周辺はかぐらスキー場の田代ゲレンデである。

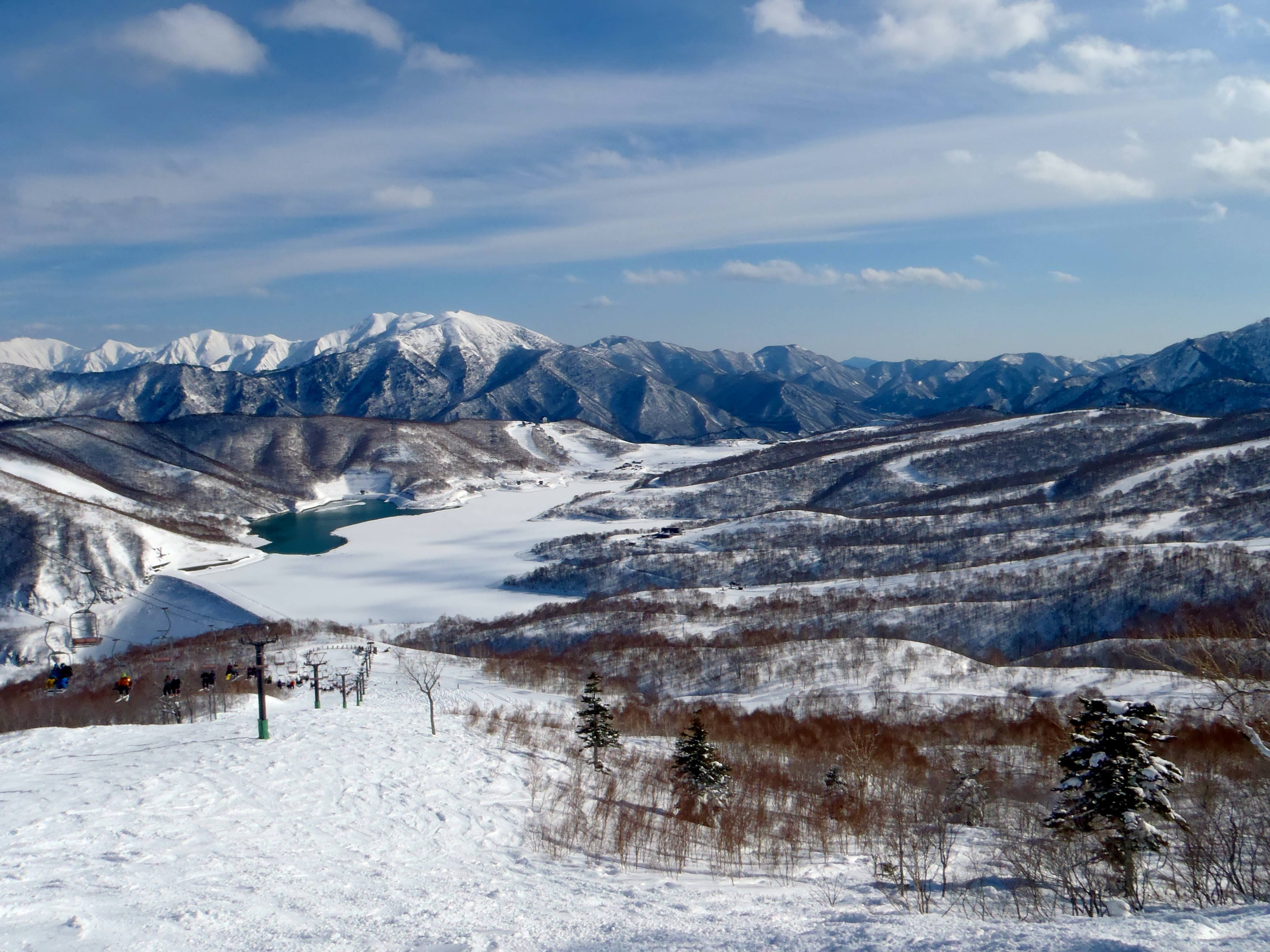
冬期のカッサダム。
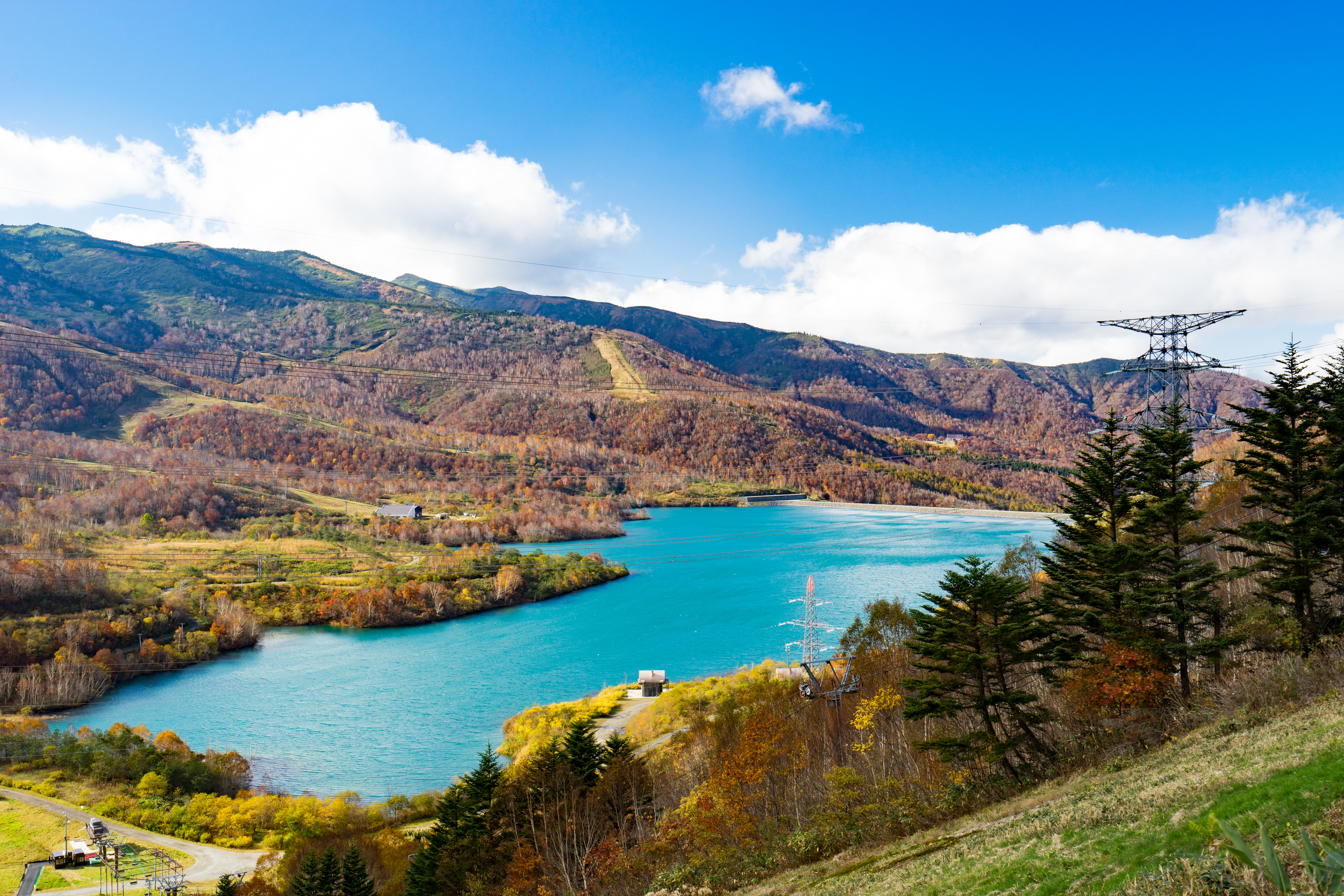
田代湖。奥がカッサダム。

### カッサ川ダム
カッサダムの下流にはカッサ川ダムがある。高さ20.5メートルのアーチ式コンクリートダムで、水力発電用として建設された。カッサダムよりも古く1958年（昭和33年）に完成、東京電力を経て2020年4月より東京電力リニューアブルパワーが管理している。ダム湖にはカッサ川の水に加え、二居ダムの上流、清津川や浅貝川などといった支流から取り入れた水を注がせており、下流の清津川発電所に送水し最大1万6,000キロワットの電力を発生する。